# علی‌اکبر ثقفی
علی‌اکبر ثقفی (زادهٔ ۱۰ مهر ماه ۱۳۳۵، تهران) کارگردان، نویسنده، تهیه‌کننده و طراح صحنه ایرانی است.

## زندگی
علی اکبر ثقفی متولّدِ ۱۳۳۵ در تهران و فارغ‌التّحصیلِ ادبیات است. وی فعالیت سینمایی خود را سالِ ۱۳۵۹ با کارگردانی فیلم‌های مستند جنگی تلویزیونی آغاز کرد. او سالِ ۱۳۶۷ دفتر سینمایی «سبحان فیلم» و سال ۱۳۷۰ دفتر سینمایی و فرهنگی «آبگون» (دفتر تولید و پخش فیلم) را تأسیس کرد. وی فعالیت فیلمسازی را از سال ۱۳۷۰ با کارگردانی فیلم داستانی «کیف» آغاز کرد. از دیگر فعالیت‌های ثقفی می‌توان در سال‌های ۱۳۷۵ تا ۱۳۷۸ به عضویت در شورای مرکزی اتحادیه تهیه کنندگان و توزیع فیلم ایران و سال ۱۳۸۲ بازرس اول کانون در شورای مرکزی کانون فیلمنامه نویسان اشاره کرد.

## فیلمشناسی
- هویت (۱۳۶۴ منشی صحنه)
- تا مرز دیدار (۱۳۶۸ مجری طرح، نویسنده و دستیار کارگردان)
- آذرخش (۱۳۷۱ تهیه‌کننده و مدیر روابط عمومی)
- جاده عشق (۱۳۷۲ مجری طرح، تهیه‌کننده و مدیر روابط عمومی)
- سرزمین خورشید (۱۳۷۵ مدیر تولید)
- جان‌سخت (۱۳۷۶ نویسنده با همکاری صادق کرمیار، بازنویس نهایی فیلمنامه، طراح صحنه و لباس، کارگردان و تهیه‌کننده با مشارکت بنیاد سینمایی فارابی)
- فوتبالیست‌ها (۱۳۷۹ نویسنده، طراح صحنه و لباس، کارگردان، تهیه‌کننده، ساخت آنونس و سرمایه‌گذار)
- سایه وحشت (۱۳۸۷ بازنویسی فیلمنامه، مشاور کارگردان، تهیه‌کننده و سرمایه‌گذار)
- مرگ کسب و کار من است (۱۳۸۹ تهیه‌کننده و جلوه‌های ویژه)
- همه چیز برای فروش (۱۳۹۲ تهیه‌کننده، سرمایه‌گذار و مجری طرح)
- مردی که اسب شد (۱۳۹۳ تهیه‌کننده و مجری طرح)
- هلن (۱۳۹۵ کارگردان، تهیه‌کننده و سرمایه‌گذار)
- بیوگرافی (۱۳۹۵ تهیه‌کننده و مجری طرح)
- روسی (۱۳۹۶ تهیه‌کننده)
- کوچه ژاپنی‌ها (۱۳۹۸ تهیه‌کننده)
- وحشی (۱۴۰۳ تهیه‌کننده)